# Salix gooddingii
Salix gooddingii — вид квіткових рослин із родини вербових (Salicaceae).

## Морфологічна характеристика
Дерево 3–30 метрів заввишки. Гілки від гнучких до ± ламких біля основи, від жовто-коричневих до сіро-коричневих, від запушених або голих; гілочки зазвичай жовтуваті або жовто-зелені, іноді червонувато-коричневі, від запушених до майже голих. Листки на ніжках 4–10 мм; найбільша листкова пластина вузькоеліптична, дуже широко видовжена, ременеподібна чи лінійна, 67–130 × 9.5–16 мм; краї від зубчастих до дрібно зубчастих; верхівка загострена, хвостата чи гостра; абаксіальна (низ) поверхня гола чи дещо опушена; абаксіальна — злегка блискуча, від волосистої до майже голої; молода пластинка рідко бархатиста до ворсинчастої абаксіально, волоски білі. Сережки: тичинкові 19–80 × 6–10 мм; маточкові 23–82 × 6–15 мм. Коробочка 6–7 мм. 2n = 38.

## Середовище проживання
Мексика (Нижня Каліфорнія, Чіуауа, Коауіла, Герреро, Сіналоа, Сонора); США (Юта, Техас, Оклахома, Нью-Мексико, Аризона, Каліфорнія, Колорадо, Невада). Населяє байрачні ліси, джерела, просочувальні ділянки, змиви, луки; 40–500(2500) метрів.

## Використання
Рослина збирається з дикої природи для місцевого використання як їжа, ліки та джерело матеріалів.